# Irving, Teksas
Irving je grad u američkoj saveznoj državi Teksas. Prema popisu stanovništva iz 2010. u njemu je živjelo 216.290 stanovnika.